# Ainudrilus lutulentus
Ainudrilus lutulentus är en ringmaskart som först beskrevs av Erséus 1984.  Ainudrilus lutulentus ingår i släktet Ainudrilus och familjen glattmaskar. Inga underarter finns listade i Catalogue of Life.